# Coenagrion tugur
Coenagrion tugur là một loài chuồn chuồn kim trong họ Coenagrionidae.
Coenagrion tugur được Bartenev miêu tả khoa học năm 1956.